# Карман-Синдзикау
Карман-Синдзикау (дигор. Хъарман-Синдзигъæу, ирон. Хъарман-Сындзыхъæу) — село в Дигорском районе республики Северная Осетия — Алания. Административный центр и единственный населённый пункт Карман-Синдзикауского сельского поселения.

## География
Село расположено на левом берегу реки Урсдон, в 4 км к юго-западу от районного центра — город Дигора и в 54 км к северо-западу от Владикавказа.

## История
Селение Карман-Синдзикау было основано в 1875 году. Исторически делится на два квартала: Карман (верхняя часть села) и Синдзикау (нижняя часть села).

### Наводнение 1964 года
12 июня 1964 года внезапно начавшийся ливень с градом повлек выход реки Урсдон из берегов. В это время на берегу в палаточном лагере находились ученики Карманской школы, помогавшие обрабатывать колхозные поля. В результате наводнения погибло 40 школьников в возрасте от 13 до 18 лет и трое взрослых (двое учителей и один солдат, пришедший на помощь тонувшим). Двадцати школьникам удалось спастись. На дороге к селу Карман-Синдзикау был установлен памятник, а впоследствии, на месте трагедии, был установлен обелиск, где проходят ежегодные поминания погибших. Трагедия не освещалась в советских газетах, и долгое время о произошедшем знали только жители Осетии.

## Население
| 2002  | 2010  | 2011  | 2012  | 2013  | 2014  | 2015  |
| ----- | ----- | ----- | ----- | ----- | ----- | ----- |
| 2549  | ↘2293 | ↘2292 | ↘2276 | ↘2255 | ↗2258 | ↘2244 |
| 2016  | 2017  | 2018  | 2019  | 2020  | 2021  | 2023  |
| ↘2224 | ↗2245 | ↗2250 | ↗2253 | ↗2269 | ↘2264 | ↗2303 |
| 2024  | 2025  |       |       |       |       |       |
| ↗2339 | ↗2356 |       |       |       |       |       |

## Известные жители
- Караева, Людмила Асланбековна (род. 1953) — советский и российский скульптор, член-корреспондент Российской академии художеств (2011).
- Толасов, Борис Константинович (1928—1992) — агроном, Герой Социалистического Труда.
- Царукаев, Александр Ибрагимович (12 декабря 1918 — 12 декабря 2000) — осетинский писатель.